# Grzegorz Olszowski
Grzegorz Olszowski (ur. 15 lutego 1967 w Mikołowie) – polski duchowny rzymskokatolicki, doktor nauk teologicznych, biskup pomocniczy katowicki od 2018.

## Życiorys
Urodził się 15 lutego 1967 w Mikołowie w rodzinie Kazimierza i Róży z domu Pawletko. Przez dwa lata studiował na Wydziale Górniczym Politechniki Śląskiej w Gliwicach, następnie w latach 1989–1995 w Wyższym Śląskim Seminarium Duchownym w Katowicach. 13 maja 1995 został w archikatedrze Chrystusa Króla w Katowicach wyświęcony na prezbitera przez arcybiskupa metropolitę katowickiego Damiana Zimonia. Inkardynowany został do archidiecezji katowickiej. Dalsze studia odbył na Wydziale Teologicznym Akademii Teologii Katolickiej w Warszawie (zakończone uzyskaniem licencjatu) i na Wydziale Teologicznym Uniwersytetu Śląskiego w Katowicach. W 2007 uzyskał doktorat z nauk teologicznych w zakresie teologii pastoralnej na podstawie dysertacji Organizacja i główne kierunki działania Referatu (Wydziału) Duszpasterskiego Kurii Diecezjalnej w Katowicach w latach 1939–1985.
W latach 1995–1999 pracował jako wikariusz w parafii św. Jadwigi Śląskiej w Rybniku. W 2014 został proboszczem parafii św. Antoniego w Rybniku, a w 2018 dziekanem dekanatu Rybnik. Ponadto w latach 1995–1999 był moderatorem rejonowym Ruchu Światło-Życie i służby liturgicznej w dekanacie oraz katechetą w I Liceum Ogólnokształcącym w Rybniku, w latach 1999–2007 pełnił funkcje sekretarza i kapelana arcybiskupa Damiana Zimonia, a także zajmował stanowisko notariusza w katowickiej kurii metropolitalnej, w latach 2007–2012 piastował urząd kanclerza kurii, a w latach 2012–2014 był wikariuszem generalnym archidiecezji i moderatorem kurii. W 2007 wszedł w skład kolegium konsultorów, rady kapłańskiej, rady duszpasterskiej, a w 2012 Komisji Głównej II Synodu Archidiecezji Katowickiej. W 2010 został obdarzony godnością kapelana Jego Świątobliwości.
13 czerwca 2018 papież Franciszek mianował go biskupem pomocniczym archidiecezji katowickiej ze stolicą tytularną Rhoga. Święcenia biskupie przyjął 12 września 2018 w archikatedrze Chrystusa Króla w Katowicach. Udzielił mu ich arcybiskup metropolita katowicki Wiktor Skworc, w asyście arcybiskupa Salvatore Pennacchia, nuncjusza apostolskiego w Polsce, i Damiana Zimonia, emerytowanego arcybiskupa metropolity katowickiego. Jako zawołanie biskupie przyjął słowa „Ku chwale Boga Ojca” pochodzące z Listu do Filipian. Został wikariuszem generalnym archidiecezji, zostały mu przydzielone sprawy animacji misyjnej.